# Reaper (cântec de Sia)
„Reaper” este un cântec al cântăreței australiane Sia. Cântecul a fost scris de către Sia Furler și produs de Kanye West. Acesta a fost lansat ca cel de-al patrulea single promoțional pe data de 7 ianuarie 2016.

## Clasamente
| Țară (clasament)                | Poziția maximă | Referință |
| 2016                            | 2016           | 2016      |
| ------------------------------- | -------------- | --------- |
| Australia (ARIA)                | 39             | [ 1 ]     |
| Franța (SNEP)                   | 89             | [ 2 ]     |
| Regatul Unit (UK Singles Chart) | 82             | [ 3 ]     |